# 연향로
연향로(Yeonhyang-ro)는 전라남도 순천시 덕연동 하이마트사거리 에서 해룡면 신대사거리 를 연결하는 도로이다.

## 주요 경유지
전라남도
- 순천시 (덕연동 . 해룡면)

## 노선
| 이름           | 접속 노선      | 소재지        | 소재지        | 비고          |
| 덕암길와 직결  | 덕암길와 직결  | 덕암길와 직결 | 덕암길와 직결 | 덕암길와 직결 |
| -------------- | -------------- | ------------- | ------------- | ------------- |
| 하이마트사거리 | 충효로         | 순천시        | 덕연동        |               |
| 연향금호삼거리 | 연향번영길     | 순천시        | 덕연동        |               |
| 부영2차삼거리  | 연향중앙상가길 | 순천시        | 덕연동        |               |
| 우체국삼거리   | 하대석길       | 순천시        | 덕연동        |               |
| 금당중삼거리   | 조례못등길     | 순천시        | 덕연동        |               |
| 신대사거리     | 지봉로         | 순천시        | 해룡면        |               |
| 신대로와 직결  |                |               |               |               |